# ترزاسکی، شهرستان اوستروئنکا
ترزاسکی(به لاتین: Trzaski) یک منطقهٔ مسکونی در شهرستان اوستروئنکا، لهستان است که در گمینا تروشن واقع شده‌ است.